# Jenő Takács

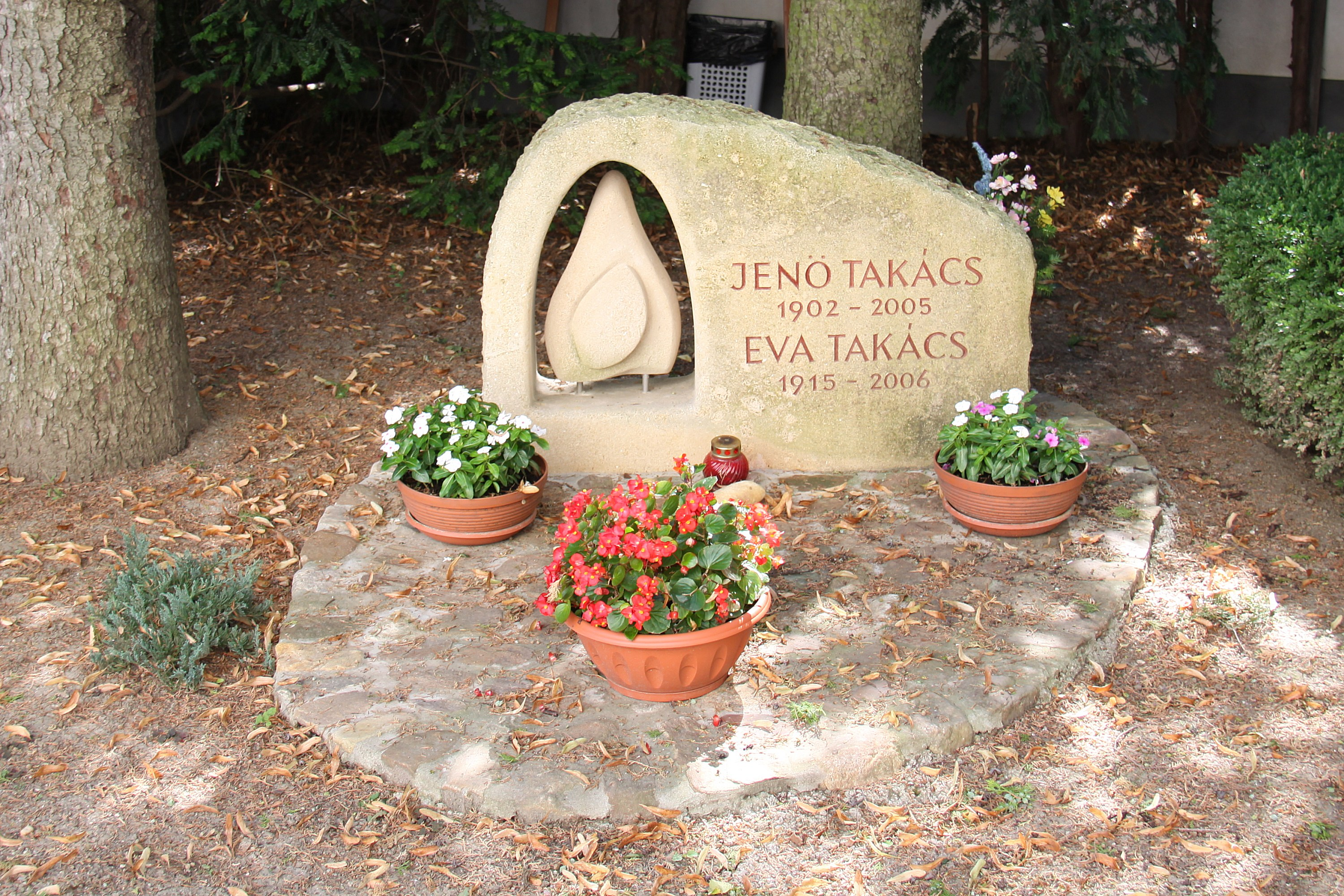
Graf in Siegendorf

Jenő Takács (toen: Cinfalva, Hongarije, sinds 1921: Siegendorf, Burgenland, Oostenrijk, 25 september 1902 – Eisenstadt, 14 november 2005) was een Oostenrijks componist, pianist, musicoloog en muziekpedagoog van Hongaarse afkomst.

## Levensloop
Takács studeerde tot 1926 aan de Akademie für Musik und darstellende Kunst, de vroegere naam van de Universität für Musik und darstellende Kunst Wien in Wenen, compositie bij Joseph Marx en piano bij Paul Weingarten, alsook aan de Universiteit van Wenen contrapunt bij Hans Gál en musicologie bij Guido Adler.
Sinds 1920 had Takács als pianist al concerttournees door Duitsland, Hongarije en het toenmalige Joegoslavië achter de rug. Rond 1926 ontmoette hij voor de eerste keer Béla Bartók, waaruit zich een intensief contact ontwikkelde, dat tot de emigratie van Bartók naar de Verenigde Staten - in 1940 - voortduurde. In de composities van Takács werd het Hongaarse aspect versterkt door de omgang met Bartók, qua thematiek, ritmiek en bitonaliteit.
Van 1927 tot 1932 was hij hoogleraar piano aan het Conservatorium van Caïro, Egypte. Hier deed hij uitgebreid onderzoek naar Egyptische en Arabische muziek. Van 1932 tot 1934 was hij hoogleraar piano en compositie aan de Universiteit van Manilla in Manilla, Filipijnen. In deze periode gaf hij concerten in Japan, China en Hongkong. Ook naar de muziek van de oorspronkelijke Filipijnse bevolking deed Takács onderzoek. Van 1934 tot 1937 was hij wederom hoogleraar aan het Conservatorium van Caïro, waarop in 1938 zijn eerste reis naar de Verenigde Staten volgde.
Om misbruik van zijn persoon en van zijn muziek door de nazi's en door het nationaalsocialistische cultuurbeleid tegen te gaan, vertrok hij in 1939 naar Sopron, Hongarije, (Duits: Ödenburg). Hij werkte er als muziekleraar aan de muziekschool in Szombathely (Duits: Steinamanger). Van 1942 tot 1948 was hij directeur van het conservatorium in Pécs, Hongarije. Op 18 november 1941 leerde hij een van de interessantste musicologen van zijn tijd kennen, namelijk Zoltán Kodály, en ontwikkelde een grote eerbied voor hem.
In 1943 huwde Takács met Eva Pasteiner.
In 1948-49 verliet hij het intussen communistisch geworden Hongarije en kwam hij via Oostenrijk, Zwitserland en Italië naar Grundlsee in Stiermarken (Oostenrijk). Van 1949 tot 1952 deed hij concertreizen in Europa en de Verenigde Staten. In die periode was hij gasthoogleraar aan de Universiteit van Genève en aan de Universiteit van Lausanne. Verder was hij van 1952 tot 1968 hoogleraar piano aan het College Conservatory van de University of Cincinnati in Cincinnati, Ohio. Na zijn emeritaat keerde hij terug naar Siegendorf, waar hij tot zijn dood bleef. Takács overleed op 103-jarige leeftijd in het ziekenhuis van de Barmhartige Broeders in Eisenstadt.

## Composities

### Werken voor orkest
- 1935 Suite Philippine, voor kamerorkest, op. 35
- 1936-1937 From Far Away Places, voor orkest, op. 37
  1. Aus Großbritannien - Allegretto
  2. Dudelsack, Ungarn - Molto allegro
  3. Kirschblütenlied, Japan - Allegro ma non troppo
  4. Lied der spanischen Kolonisten, Philippinen - Moderato
  5. Negro Spiritual, USA - Andante, tranquillo
  6. Saltarello, Italien - Molto vivace
  7. Straßenmusikanten, Spanien - Allegro moderato - Meno mosso - Tempo primo da capo
  8. Tanz des Medizinmannes, Südsee - Molto allegro
- 1937 Tarantella, voor piano en orkest, op. 39
- 1938 Deux mouvements Symphoniques, voor thérémine en orkest, op. 41
- 1940 Napolitana, voor orkest, op. 46
- 1941 Ungarische Burgmusik - Antiqua Hungarica, voor orkest, op. 47
  1. Cantus finalis
  2. Cantus initialis
  3. Nordungarischer Tanz
  4. Südungarischer Tanz
- 1941 Rhapsodie (Ungarische Weisen), voor viool of cello en strijkorkest, op. 49a
- 1941 Ländliches Barock, voor orkest, op. 48 (Naar motieven uit een Oud-Hongaars notenheft (Sopron 1689))
- 1943-1944 Miniatures, voor orkest, op. 53
- 1947 Concerto, voor piano, strijkorkest en slagwerk, op. 60
- 1949-1950 Partita, voor gitaar (of: klavecimbel) en orkest, op. 55
- 1952 Volkstänze aus dem Burgenland, voor orkest, op. 57
  1. Aufmarsch
  2. Pascher
  3. Polstertanz· Kroatischer Tanz
  4. Volkslied
- 1958 Meditation, voor hobo of fagot, strijkorkest en harp ad lib., op. 66a
- 1958-1959 Overtura semiseria, voor orkest, op. 69
- 1960 Passacaglia, voor strijkorkest, op. 73
- 1961-1962 Eisenstädter Divertimento, voor orkest, op. 75
  1. Arie
  2. Präludium
  3. Reigen
  4. Soldatentanz
  5. Winzertanz
- 1979/1990 Quodlibet, voor contrafagot en orkest, op. 104a
- 1981 Sinfonia breve (dem Andenken Joseph Haydns), voor orkest, op. 108
- 1993 American Rhapsody - vier stukken - vier landen, voor strijkorkest
  1. Paprika Jancsi
  2. Nigunim - Hebreeuws lied
  3. Keltische Pastorale
  4. American Rhapsody
- 1993 Jennersdorfer Musik, voor jeugd-strijkorkest
- 1993-1994 Purcelliana - suite naar Henry Purcell, voor strijkorkest

### Werken voor harmonieorkest
- 1966 Serenade nach Alt-Grazer Kontratänzen, voor harmonieorkest, op. 83d
  1. Ouvertüre
  2. Serenade
  3. Kontratanz
  4. Polka
  5. Menuett
  6. Finale – Dudelsack
- 1980 Suite alt-ungarischer Tänze, voor harmonieorkest, op. 42
  1. Andante
  2. Allegretto grazioso
  3. Andante
  4. Allegretto
  5. Finale-Allegretto vivace
- 1988 Pannonische Rhapsodie, voor klarinet en harmonieorkest, op. 109

### Missen, cantates en gewijde muziek
- 1943-1944 Das Lied von der Schöpfung, cantate voor gemengd koor en orkest naar een gedicht van Sándor Weöres, op. 44

### Muziektheater

#### Balletten
| Voltooid in | titel                                     | aktes | première | libretto | choreografie |
| ----------- | ----------------------------------------- | ----- | -------- | -------- | ------------ |
| 1940        | Nilusi Legenda - Egyptisch liefdesverhaal |       |          |          |              |

### Werken voor koren
- 1965 Hirtenlied aus dem Burgenland / Christmas Song from Austria, voor gemengd koor
- 1968 Toccata Mistica, voor gemengd koor en orgel naar teksten uit het manifest (Edict van Torda) van Turda/Zevenburgen (Transsylvanië), op. 86
- 1985 Sanfter Hügel, zes vrouwenkoren naar Sándor Weöres, op. 117

### Kamermuziek
- 1922 Sonate, voor viool en piano, op. 6
- 1926 Trio-Rhapsodie, voor viool, cello en piano, op. 11
- 1931 Goumbri, voor viool en piano, op. 20
- 1949-1950 Acht kleine Stücke, voor viool en piano, op. 50
- 1952 Knusperhäuschen, dans-scène voor piano vierhandig en slagwerk ad lib.
- 1954 Divertimento, voor fluit of viool en gitaar, op. 61
- 1956 Sonata Concertante, voor viool en piano, op. 65
- 1958 Sonata Breve, voor trompet en piano, op. 67
- 1958 Sonata Missoulana, voor hobo en piano, op. 66
- 1961-1962 Eine kleine Tafelmusik, divertimento voor blazerskwintet, op. 74
- 1963 Dialoge, voor viool en gitaar, op.77
- 1965 Sonata Capricciosa, voor tuba en piano, op. 81
- 1967 Essays in Sound, voor klarinet en piano, op. 84
- 1967 Two Fantastics, voor altsaxofoon en piano, op. 88
- 1968 Homage to Pan, twee stukken voor vier klarinetten in Bes, op. 87
- 1969 Musica Reservata, voor contrabas en piano, op. 91
- 1974-1975 Oktett, voor fluit, hobo, klarinet, hoorn, fagot, viool, cello en contrabas, op. 96
- 1976 Klarinetten-Studie, twaalf studies voor klarinet in Bes en piano, op. 97
- 1976 Serenata in Do, voor trompet (2 trompetten ad lib.) en piano, op. 99 a
- 1979 Ganz leichte (und nicht so leichte) Stücke, voor sopraan- of altblokfluit (of: fluit) en gitaar, op. 105
- 1980 Variationen über ein Thema von Paisiello, voor fluit en viool, op. 107
- 1982-1983 Changing Moods / Wechselnde Launen, voor fluit, trombone (of fagot) en piano, op. 110
- 1983 Verwehte Blätter / Drifting Leaves, voor fluit, altviool en gitaar, op. 113
- 1984-1985 Altungarische Hofballmusik, voor contrabas en piano, op. 115
- 1984 Musik, voor zes blazers en piano, op. 114
- 1985 Frühlingsmusik, voor fluit (of alt-blokfluit), cello en gitaar
- 1994 Hommage à Henry Purcell, voor koperkwintet

### Werken voor orgel
- 1986-1987 Musik nach einem alten Notenbüchel aus Sopron
  1. Intrada
  2. Aria
  3. Steyrer Tanz
  4. Hirtenstück
  5. Springtanz
  6. Preghiera
  7. Dudelsack
- 1988-1989 Sechs Metamorphosen, op. 121
  1. Gedanken über ein Thema von Joseph Haydn
  2. Pastorale für Darius Milhaud
  3. Meditation nach einem Motiv von Béla Bartók
  4. Hommage à une Cornemuse (an einen Dudelsack)
  5. Variationen über ein Thema von Zoltán Kodály
  6. Toccata - Hommage à Maurice Ravel

### Werken voor piano
- 1918-1928 Humoreske, voor piano, op. 1
- 1920-1923 Sonatine, op. 2
- 1927-1929 Drei Bagatellen, op. 10
- 1929 Suite arabe, voor twee piano's, op. 15
- 1936 Rhapsodie, op. 43/1
- 1950-1951 Toccata und Fuge, voor piano - voor de linke hand, op. 56
- 1952 Tagebuch-Fragmente, voor twee piano's en slagwerk ad lib., op. 93
- 1954 Toccata, op. 54
- 1954 Partita, op. 58
- 1963 Für mich / For me, kleine voordrachtstukken voor piano, op. 76
- 1963-1964 Sons et Silences, op. 78
- 1964 Vier Epitaphe / Four Epitaphs, op. 79
  1. Präludium für Paul Hindemith
  2. Elegie für Claude Debussy
  3. Fragment für Alban Berg
  4. Dialogue - Nocturne für Béla Bartók
- 1973-1974 Klänge und Farben / Sounds and Colours, voor piano, op. 95
- 1975 Le Tombeau de Franz Liszt, op. 100
- 1981 Vales Brilliante, veranderingen oven een wals van Anton Diabelli (1781-1858) voor piano
- 1985 Miss Sona-Tina nach Kinderliedern, op. 118
- 1988 Konzertetüde (Toccata Nr. 2), op. 120
- 1997 Drei Minuten, op. 123

### Werken voor gitaar
- 1955/1980 Meditation und Reigen, op. 64

### Werken voor accordeon
- 1985 Zes voordrachtstukken

## Prijzen en onderscheidingen
Hij werd met talrijke prijzen onderscheiden :
- zoals in 1962 Großes Ehrenzeichen des Burgenlandes
- Ehrenbürger von Siegendorf
- in 1963 de Österreichischer Staatspreis
- in 1976 Landeskulturpreis des Burgenlandes
- in 1981 Bartók-Medaille
- in 1983 Kodály-Medaille
- in 1990 Preis der Bartók-Pászthory-Stiftung Budapest
- in 1992 Würdigungspreis für Musik des Österreichischen Bundesministeriums für Unterricht und Kunst
- in 1993 Ehrenmedaille der Stadt Wien in Gold
- Haydn-Medaille der Stadt Eisenstadt
- Verdienstkreuz der Republik Ungarn
- in 1997 Komturkreuz des Burgenlandes
- in 2001 Ehrenkreuz für Wissenschaft und Kunst I. Klasse der Republik Österreich
- en in 2002 Goldene Würdigungsmedaille der Universität für Musik und darstellende Kunst Wien.

## Publicaties
- Komponist og tilhorer for 200 ar siden og i v5r tid., Norsk Musikktidsskrift. 20 (1983), S. 199-203.